# Kagoshima Aquarium
Koordinaten: 31° 33′ 46″ N, 130° 33′ 52″ O

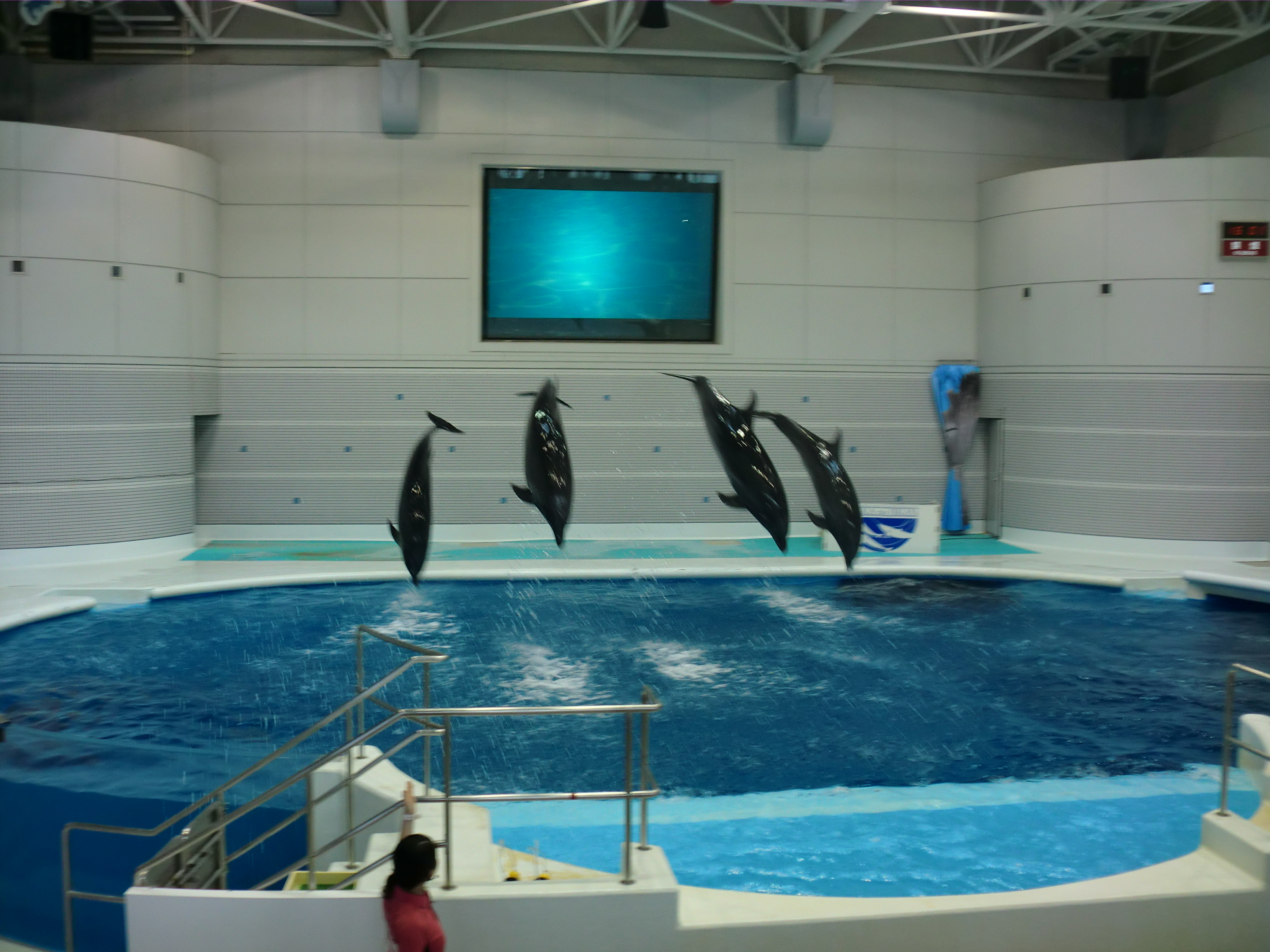
Delfinshow

Das Kagoshima Aquarium (jap. 鹿児島 水族館) ist ein in der japanischen Hafenstadt Kagoshima in der Präfektur Kagoshima gelegenes Aquarium. Es wurde im Jahr 1997 eröffnet.

## Anlagenkonzept und Tierbestand
Das Aquariumsgebäude verfügt über insgesamt sieben Etagen. Es zeigt schwerpunktmäßig Tiere des lokalen Meereslebens, im Besonderen die aquatische Tierwelt, die entlang der südlichen Inselkette Japans vorkommt. Dazu gehören Tiere der Gewässer um die Nansei-Inseln, die in der zweiten Etage, sowie solche um die Gewässer von Kagoshima mit der Kinkō-Bucht, die in der vierten Etage des Aquariums gezeigt werden. Besonders beeindruckend ist der nach der Kuroshio-Meeresströmung benannte Kurioshio-Tank, ein Schaubecken, das Fische unterschiedlicher Größen enthält. Die Artenvielfalt erstreckt sich von sehr kleinen Fischschwärmen bis hin zum riesigen Walhai (Rhincodon typus). Die Besucher haben die Möglichkeit, durch einen klaren Unterwassertunnel die Meerestiere zu beobachten, die über und neben ihnen schwimmen. Zu den weiteren Ausstellungsbereichen zählen Sektionen, die Meerotter (Enhydra lutris), Japanische Riesenkrabben (Macrocheira kaempferi), nachgebildete Korallenriffe sowie Mangroven zeigen. Es gibt außerdem eine Anlage für Delfine (Delphinidae), in der den Besuchern Show-Einlagen mit den Tieren angeboten werden. Nachfolgend sind einige Bilder aus dem Bestand des Aquariums gezeigt.

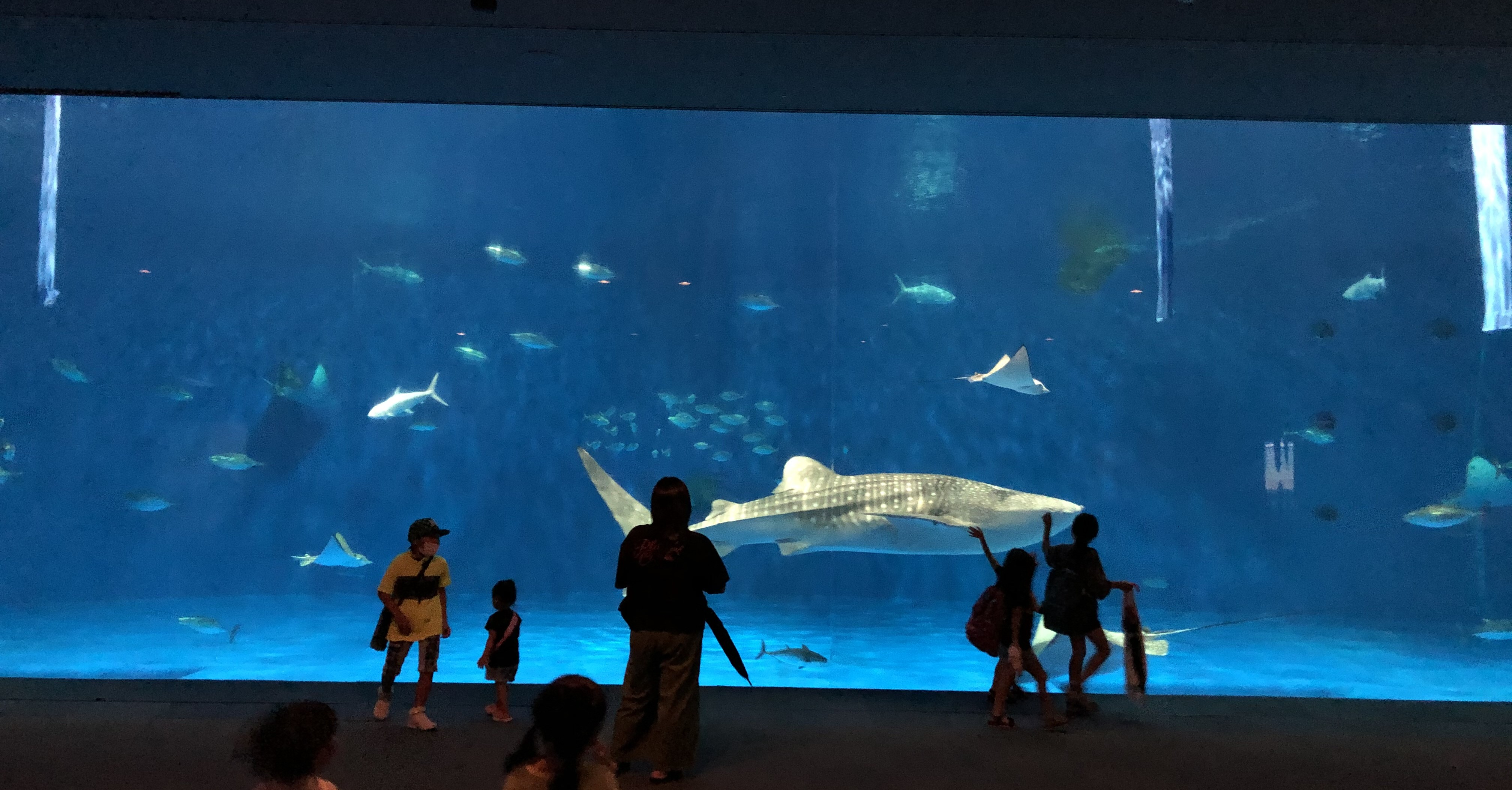
Walhai (Rhincodon typus) im Schaubecken
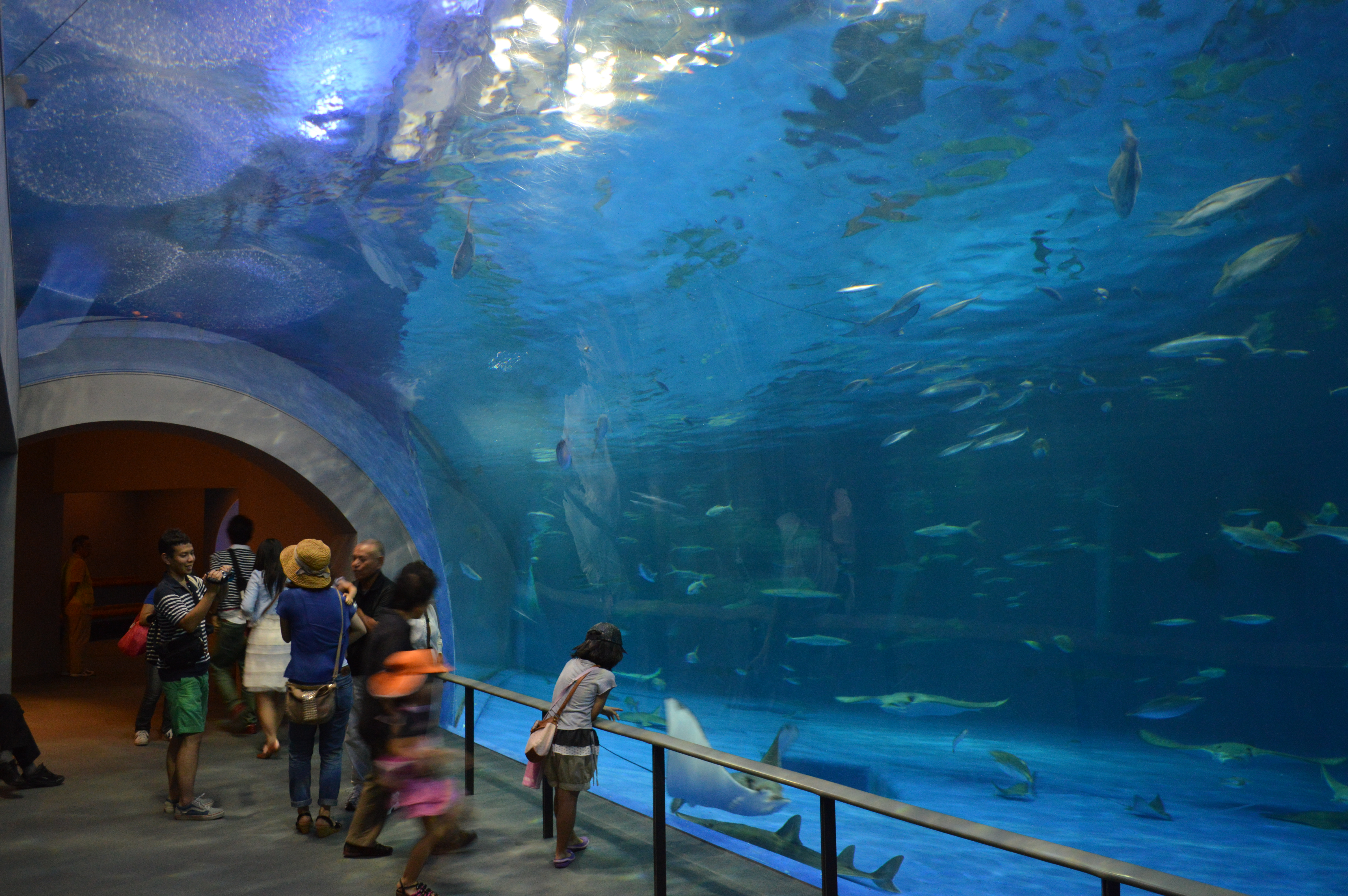
Unterwassertunnel
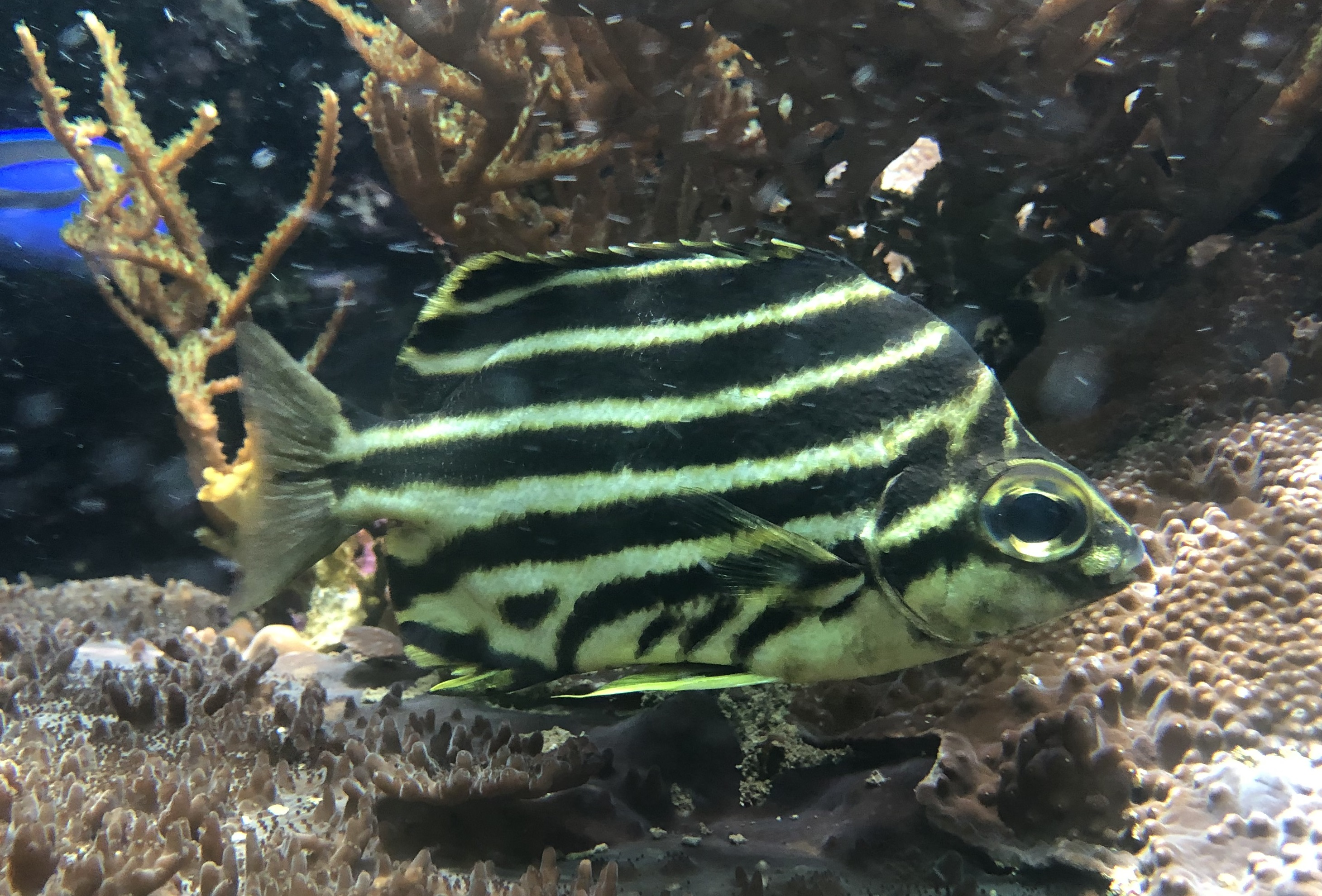
Nagasakifisch (Microcanthus strigatus)
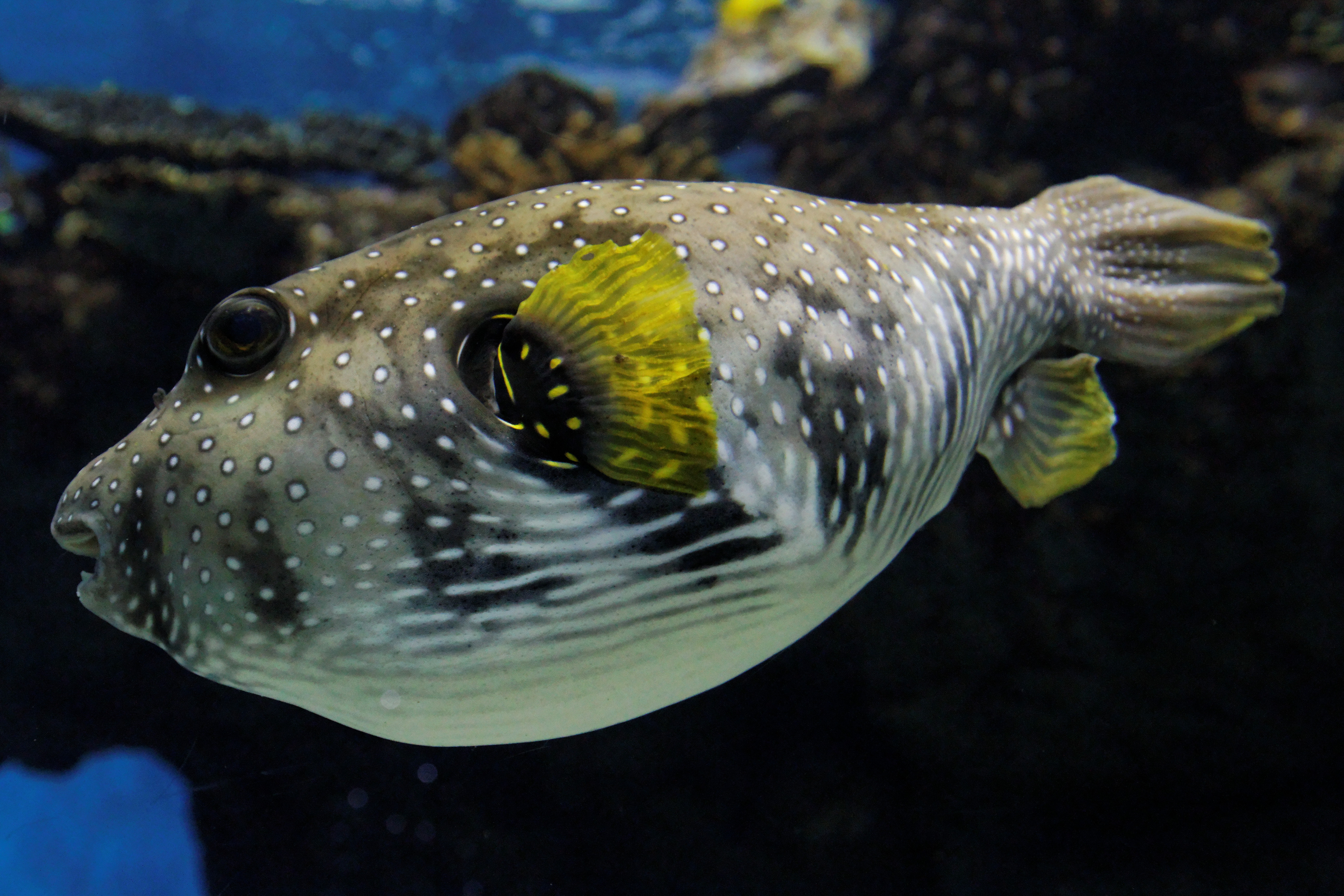
Weißflecken-Kugelfisch (Arothron hispidus)
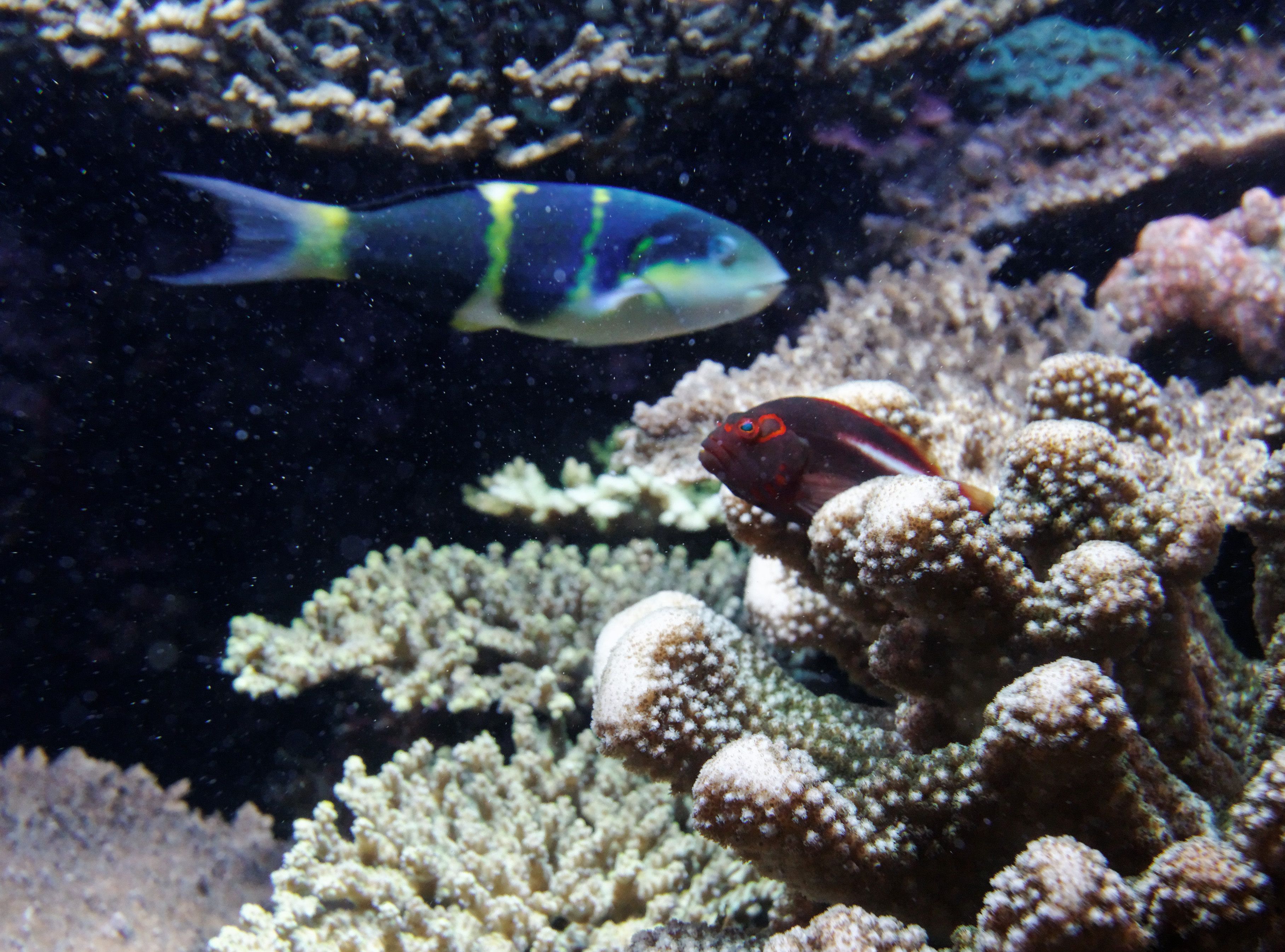
Korallen
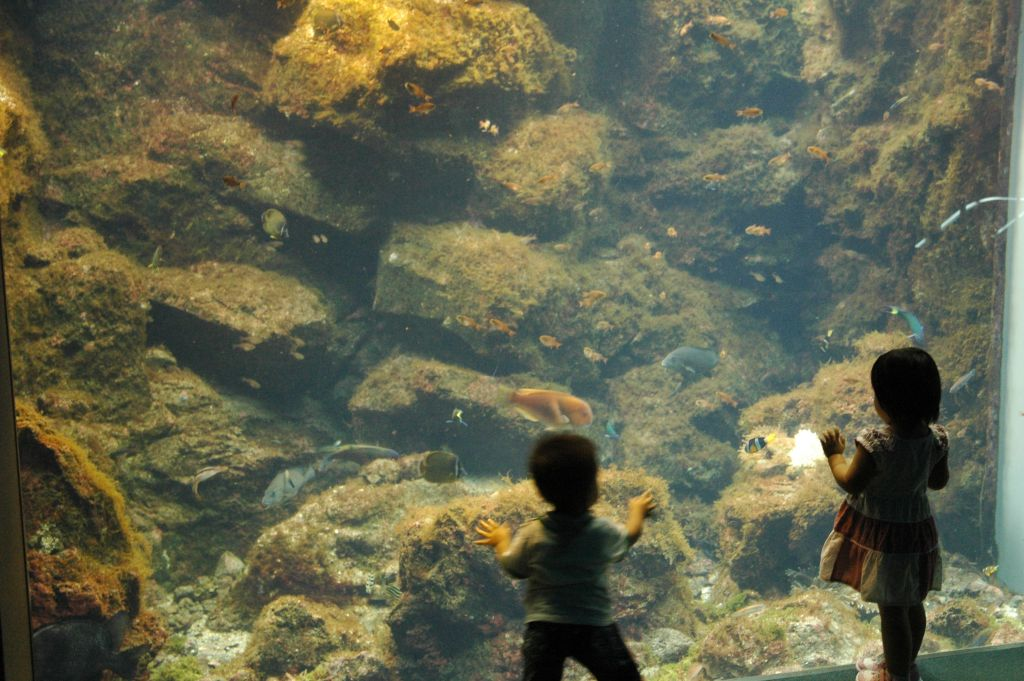
Kinder bewundern die Unterwasserwelt
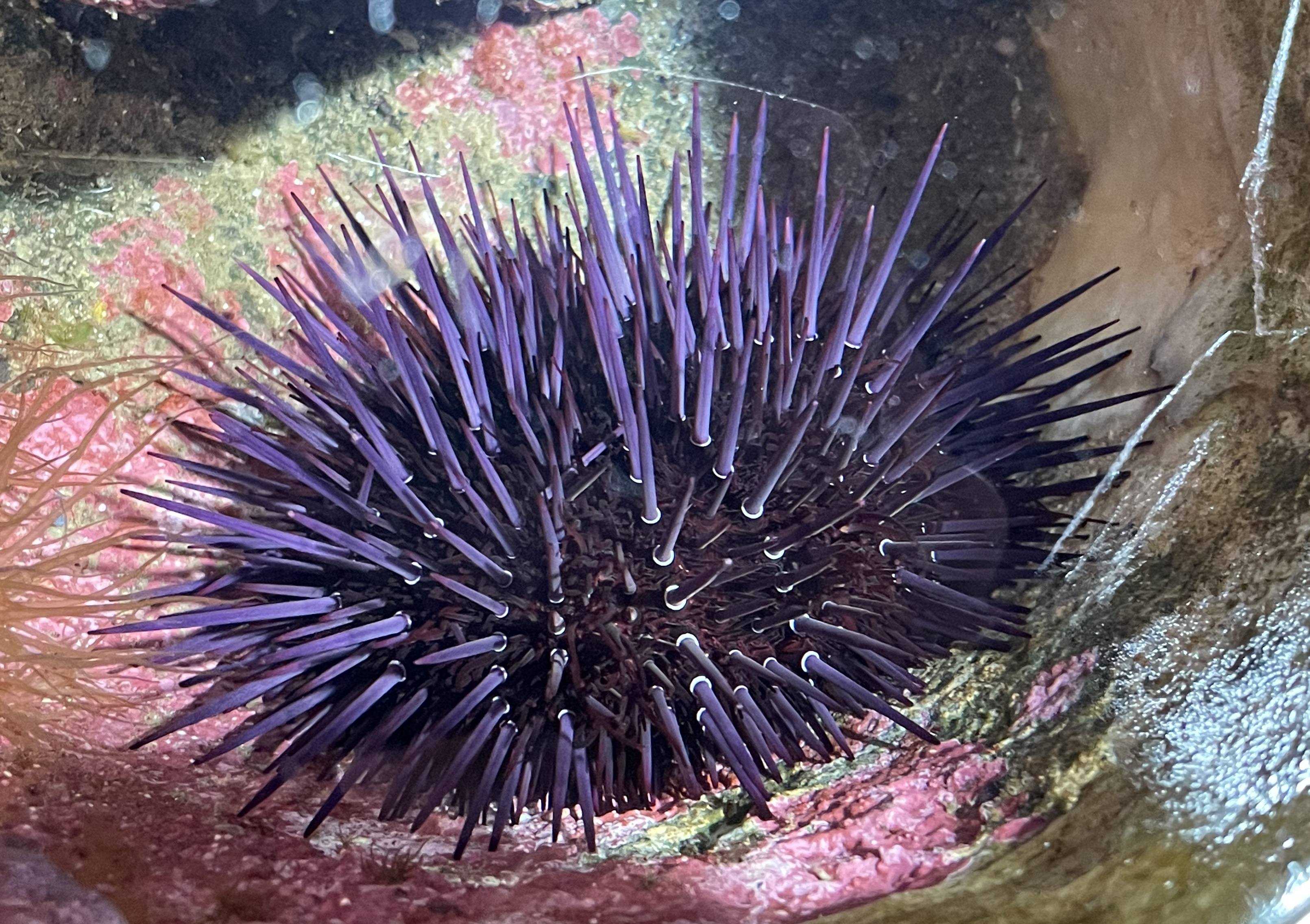
Pseudocentrotus depressus (Seeigel)
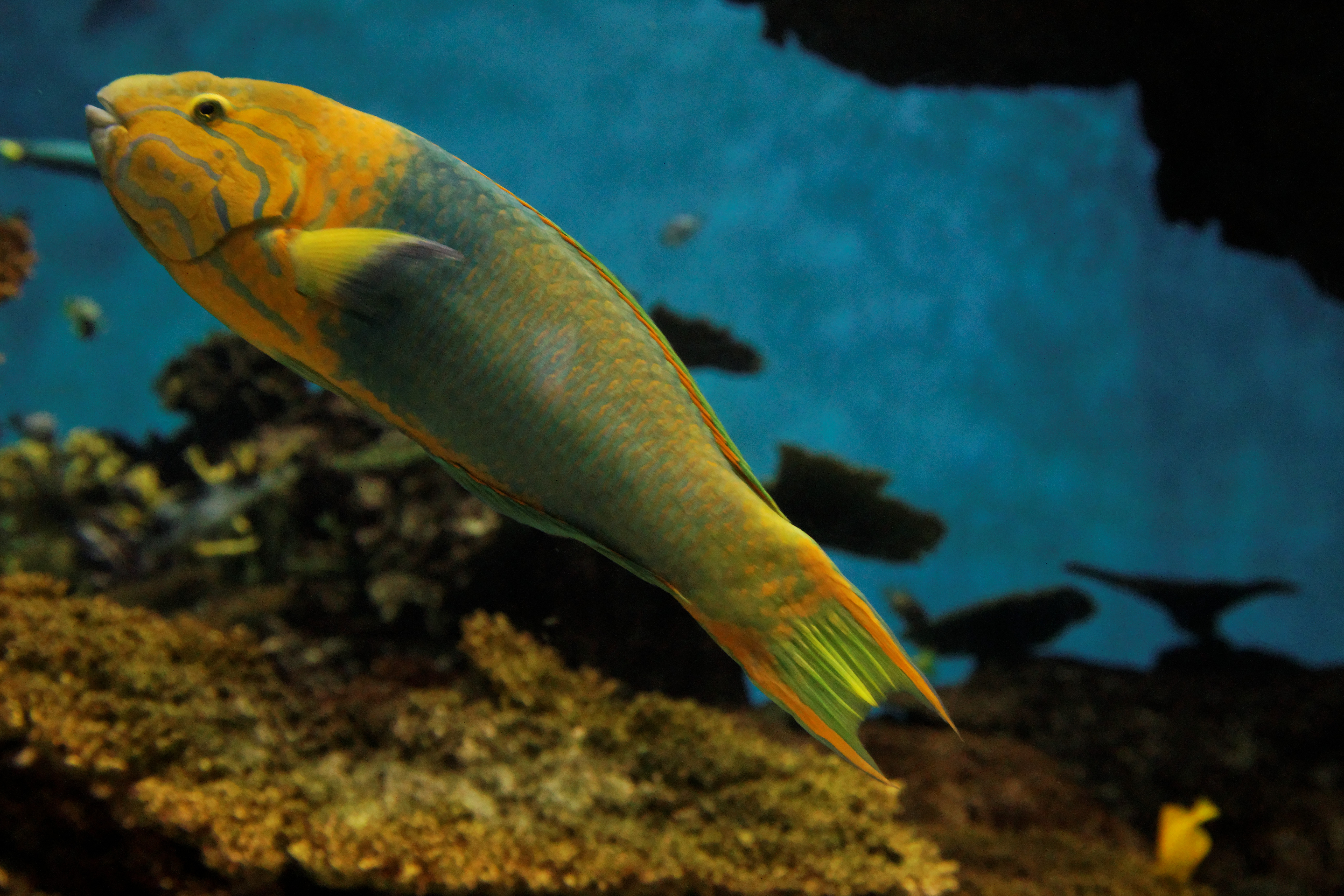
Kanaren-Junker (Thalassoma lutescens)